# Дзеґцярня
Дзеґцярня (пол. Dziegciarnia, нім. Saxaren) — село в Польщі, у гміні Лобжениця Пільського повіту Великопольського воєводства.
Населення — 171 особа (2011).
У 1975-1998 роках село належало до Пільського воєводства.

## Демографія
Демографічна структура станом на 31 березня 2011 року:
|          | Загалом | Допрацездатний вік | Працездатний вік | Постпрацездатний вік |
| -------- | ------- | ------------------ | ---------------- | -------------------- |
| Чоловіки | 85      | 20                 | 60               | 5                    |
| Жінки    | 86      | 26                 | 42               | 18                   |
| Разом    | 171     | 46                 | 102              | 23                   |